# 陳璧君
陳 璧君（ちん へきくん、1891年11月5日〈光緒17年10月初4日〉 - 1959年6月17日）は中華民国の政治家。中国国民党、国民政府に属し、汪兆銘政権でも高官を務めた。字は冰如。祖籍は広東省広州府新会県。夫は汪兆銘。

## 事跡

### 汪兆銘との出会いと革命運動への参加
南洋華僑の富裕な商人の家庭に生まれる。1907年（光緒33年）、英領マラヤ（現、マレーシア）のペナン島を訪問した汪兆銘と知り合ったことが契機となり、1908年（光緒34年）に中国同盟会に加入し、シンガポールで孫文と対面した。その後は汪兆銘とともに帰国し、中国同盟会の機関誌『民報』編集にもたずさわった。1909年、汪兆銘を囲んで陳璧君、方君瑛、曾醒、黎仲実の4人が、同志として生死をともにすることを誓い合った。この5人は、のちに広東省に共同の墓を建てており、このころ、汪兆銘と陳璧君は名義上の結婚をしたと考えられる。
1910年（宣統2年）、ミハイル・バクーニンなどアナーキズムの直接行動主義の影響を受けた汪兆銘は、黄復生・喩紀雲・陳璧君らの同志とともに北京において清朝要人の暗殺計画にとりかかった。イギリス領に育った陳璧君は英語が堪能であり、英語で記された時限爆弾の取扱書を読めるという理由で、この計画に参加した。標的となったのは、宣統帝の父摂政王載灃であった。しかし、1910年（宣統2年）4月、計画が露見して清朝当局の捜査を受け、汪と黄復生は逮捕され、両名に無期懲役の判決が下された。陳璧君は汪兆銘を救出すべく香港を拠点に活動を行い、また、獄中の汪兆銘に何度も手紙を書き送っている。

### 汪兆銘とともに

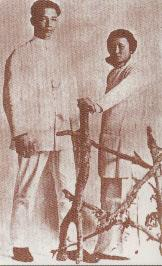
陳璧君と汪兆銘（1912年頃、ペナン島にて）。

1911年（宣統3年）11月、辛亥革命のさなか、汪兆銘は釈放された。1912年（民国元年）、陳璧君は汪兆銘と結婚式を挙げた。司会は胡漢民、花嫁介添人は何香凝であった。同年8月、正式に夫婦となった2人は新婚旅行も兼ねて、「修養」のためのフランス留学に旅立った。汪と陳の夫妻は、パリ郊外のモンタルジに居を構え、家庭教師からフランス語を習い、フランス文学や社会学を学びながら、書籍を読んだり翻訳して過ごした。ときどき中国に帰国したもののほぼ5年間をヨーロッパで暮らしたが、ヨーロッパには、陳璧君の弟陳昌祖、同志方君瑛とその妹方君璧、同志曾醒とその弟曾仲鳴などが勉学を兼ねて同行した。この生活のなかで長男の汪文嬰が1913年、長女の汪文惺が1914年、それぞれフランスで生まれている。
1917年（民国6年）、孫文の護法運動に参加するため、2人は帰国し、陳璧君も夫を助けて政治活動や教育振興などにたずさわった。1920年、次女の汪文彬が生まれている。1921年、汪兆銘は孫文の中華民国正式政府の広東省教育会会長の就任を承諾し、ようやく公職に就いた。これを機に、汪の長い「修養の時代」は終わり、以後、中国国内政治の表舞台に立つこととなった。1922年には三女の汪文恂が生まれている。
1923年6月、汪夫婦にとっては革命の同志であり、ともにヨーロッパで学んだ方君瑛（汪の腹心曾仲鳴の夫人方君璧の姉）が自殺している。彼女は、ボルドー大学で数学を学び、中国人女子留学生として初の博士号を取得した才女であった。また、同年9月には学校設立のために在米華僑から募金を集めるためアメリカ合衆国に渡った汪夫妻が、その地で次男をもうけたが、1か月足らずで肺炎のため亡くしてしまった。
1924年（民国13年）1月、広州でひらかれた中国国民党第一回全国大会では、ソ連の制度を模倣した中央執行委員会の体制がつくられ、中央執行委員は総員24名で、汪兆銘・胡漢民・廖仲愷などのほか、李大釗ら3名の共産党員が含まれていた。また、中央執行委員候補17名中、共産党員は毛沢東ら7名に及ぶ国共合作の政策が採られた。汪は、孫文の側近として個人的連絡係のほか、国民党中央執行委員会委員・宣伝部長の要職につき、胡漢民とともに党の双璧となった。党の改組と同様に重要なのは、党の軍隊の創設であった。孫文はソ連の赤軍のように思想的に武装した党軍（国民革命軍）の必要性を痛切に感じており、廖仲愷を党代表に選び、1924年5月、蔣介石を黄埔軍官学校準備委員長に命じた。蔣をこの学校の校長にと強く推薦したのは陳璧君だったといわれる。
1925年（民国14年）、北京で孫文が病に倒れた際は、汪兆銘が政務を処理し、陳璧
君が孫文を看病する宋慶齢夫人を支えた。同年3月の孫文の死去に際しては、夫の汪兆銘は「革命尚未成功、同志仍須努力 （革命なお未だ成功せず、同志よって須く努力すべし）」との一節で有名な遺言（総理遺嘱）を記した。汪はこれを、病床にあった孫文から同意を得たと伝えられており、蔣介石の義兄にあたる宋子文、孫文の子息孫科、呉稚暉、何香凝らが証明者として名を連ね、遺書には汪兆銘が「筆記者」として筆頭に記されている。
孫文死後の1926年（民国15年）1月、広州での中国国民党第2回全国代表大会で、陳璧君は中央監察委員、常務委員に選出された。夫の汪兆銘は他者をおさえて中央委員第一位に当選し、国民政府主席兼軍事委員会主席の地位に就き、名実ともに国民党の指導者となった。1928年、三男汪文悌が生まれている。
1926年以降、汪兆銘と蔣介石は国民党内の二大勢力として時には対立し、時には協力しあった。汪兆銘自身も広州国民政府からはじまって、武漢国民政府、南京国民政府の領袖として活躍したが、途中何度か外遊している。1929年（民国18年）3月以後、汪兆銘が反蔣運動に参加すると、陳璧君も1931年（民国20年）の両者の和解まで汪兆銘を支援している。

### 南京国民政府
日中戦争（抗日戦争）の激化に伴い、1938年（民国27年）に国民政府が重慶に移転すると、汪兆銘は支持者と善後策を協議した。その際に、陳璧君は日本との和平を主張したとされる。1938年12月18日、汪兆銘は重慶からの脱出を決行した。行動をともにしたのは、陳璧君、女婿何文傑、腹心の曾仲鳴、末端秘書の陳常燾、ボディガードの連軒であった。そして、ハノイ経由で上海に逃れた。
1938年に上海の大同大学付属高中を卒業した次女の汪文彬は、医学を学ぶため香港に向かっていたが、1939年、藍衣社（蔣介石政権側の秘密結社）によってあやうく誘拐されかけた。そのため、汪兆銘・陳璧君は次女を日本に送り、帝国女子医学専門学校（現、東邦大学医学部）で医学を学ばせることにした。1939年（民国28年）8月、汪兆銘が第6回国民党代表大会を開催し、陳璧君も中央監察委員会常務委員に選出された。そして1940年（民国29年）3月の南京国民政府（汪兆銘政権）成立に至る。南京国民政府では、陳璧君は「公館派」と称される派閥を形成、褚民誼（陳の義妹の夫）など親族を重用した政局運営を行う。これが原因で陳公博ら「実力派」との対立が起こった。
1944年1月、夫の汪兆銘が歩行困難となり、やがて下半身不随の重体となった。2月、東北帝国大学の黒川利雄教授が汪公館を訪ねて診察し、名古屋帝国大学の斎藤真教授に応援を依頼、斎藤教授は診察を終えると、即座に汪兆銘に来日して入院するよう指示した。
3月3日、南京を出発した汪兆銘は、陳璧君夫人と何文傑夫妻、通訳、医師らを同行し、国民政府の後事を立法院院長の陳公博と行政院副院長の周仏海に託して岐阜県各務原飛行場に到着。そのまま名古屋帝国大学医学部附属病院に入院した。
汪は身体の激痛に耐えながら闘病生活を続け、夏ごろには一時回復したが、11月10日、そのまま名古屋にて客死した。61歳。遺体を陸軍小牧飛行場から飛行機に乗せて送り出す際には、小磯国昭首相・重光葵外相ら当時の政府閣僚、近衛文麿・東条英機ら重臣が見送りに訪れた。南京では空港から汪公館までの沿道に民衆がつめかけて棺を迎えた。街は半旗を掲げて静まりかえっており、南京市民が汪兆銘を敬慕していたことをうかがわせる。葬儀委員長は陳公博で、11月18日、中央政治委員会で汪の国葬が決まったが陳璧君はこれを拒否し、故郷の広東でひっそりと葬儀を行いたいと希望した。しかし、陳公博は、南京は故人が生涯をかけて設置した国民政府のある場所だから初代主席の葬儀はお膝元でおこなうのが当然であると述べ、重慶との合体がかなったならば正式な国葬をおこなうとしても、とりあえず経費を切り詰めた質素な仮国葬のかたちにしてはどうかと説得した。陳はこれに従い、南京郊外の梅花山に埋葬することとしたが、墓を暴かれる恐れから、棺をコンクリートで覆った。陳璧君は「魂兮帰来（祖国に帰ってきた魂）」の4字を書いて、夫の霊に捧げた。汪兆銘亡きあとの国民政府は陳公博が主席代理を務めた。

### 戦後の陳璧君
南京国民政府は、ポツダム宣言受諾が公表された翌日の1945年8月16日に解散した。陳璧君は、8月25日、重慶の蔣介石政権により逮捕された。9月9日、国民党第七四軍は汪の墓を被覆したコンクリートの外壁を爆破している。
1946年（民国35年）4月、江蘇高等法院において無期懲役を宣告され、蘇州の獅子口監獄に収監された。陳璧君は判決に際し「判決に不服であるが、上訴しても初審と同一結審となるので無意味である」と裁判官に発言したとされる。1949年の中華人民共和国成立後も継続して収監されたが、すでに健康を害していたため療養が主となっていた。
1959年6月17日、上海提籃橋監獄内の医院にて死去した。享年69（満67歳）。陳璧君の遺灰は広東経由で当時香港に住んでいた子女のもとにもたらされた。家族でひっそりと葬儀をおこない、さらに香港に住む100名ほどであらためて葬儀をおこなったのち、遺灰はチャーターされた蒸気船によって香港沖に撒かれた。

## 人物像
戦後、陳璧君は、蔣介石政府に逮捕され、漢奸裁判にかけられたが、夫の愛国心を強調して堂々と反論し、宋慶齢や何香凝ら周囲の努力により夫の非を認めれば釈放するというところまでいったものの、一言のもとにそれを却下し、釈放されることよりも獄死を選んだ。
最晩年に病室が一緒だった女性教師、梁淳白の残した手記『陳璧君の最後の2日』によれば、陳璧君は、若い頃の汪兆銘の詩を聞いて「彼は美男子だった」と2度くり返して口にしたという。そして、汪兆銘は陳璧君の「才」を、加えて「財」も認めたのだと語り合った。
汪兆銘の女性関係は、程西遠の証言にもあるように、まったく清廉な人物であった。長男汪文嬰は、息子の目からみて父はまちがいなく妻一筋で、他の女性には目もくれずに生涯を終えたと断言している。一方、汪夫妻のかつての同志で1923年に自殺した方君瑛と汪が愛人関係にあったという説があり、現在も広く流布している。1961年に香港の出版社から刊行された李煥生著『汪精衛恋愛史』でも、方君瑛の自殺の原因もそこにあるとしている。しかし、北京師範大学の蔡徳金は、『同盟会女傑方君瑛』を著して『汪精衛恋愛史』の内容を根拠のない風説として批判し、汪兆銘が「民族の裏切り者」であったことは間違いないにしても、彼の生活態度はいたってまじめで、汪と陳璧君とはきわめて仲のよいごく健全な夫婦だったとしており、方君瑛自殺の原因は主として金銭問題、そして10年間の外国生活を終えて中国に帰国した彼女が目の当たりにした「変わらない中国社会」への絶望だったとしている。
家族の証言によれば、陳璧君は気丈で、自分本位の振る舞いが目立ち、自立心の強い女傑型の人物であった。また、ひじょうに潔癖な性格で、蔣介石が4歳年上の毛福梅と協議離婚し、姚冶誠、陳潔如とは婚約せず4人目の宋美齢と結婚したことを嫌った。汪家をおとずれた人でも、正妻でない人を連れている場合には決して奥に入れようとしなかったし、愛人を連れてきた場合には「消毒しておきなさい」と声を荒げたといわれる。政治的には夫を献身的に支え、革命家・闘士としての彼女も立派であったが、主婦としては潔癖すぎる難点があったと指摘されている。

## 親族

### 兄弟姉妹
- 兄:陳鴻漢 - 日中戦争勃発当時、南京・大校場飛行場の第一修理工廠廠長[14]。
- 弟:陳耀祖 - 広東省政府主席兼広州市市長。1944年に暗殺される[15]。
- 弟:陳昌祖 -汪兆銘夫妻の祖国脱出を追ってハノイに行き、以後ともに行動[15]。汪兆銘政権下で空軍中将。航空署署長、中央大学校長、中政会軍事専門委員会委員などをつとめた[16]。
- 姉:陳舜貞 -夫は、駐日大使・広東省主席・外交部部長を務めた褚民誼（褚民誼は戦後、漢奸として処刑されている）[15]。
- 妹:陳緯君 -北京大学の教授譚熙鴻（中国語版）と結婚したが、1922年3月17日に猩紅熱により病死した[17]。
- 妹:陳淑君（陳璧君の妹） - 1922年秋に北京大学に進学すると、譚熙鴻の家に下宿した[17]。やがて2人は恋に落ち、正式に同棲したが、緯君の死により陳家と譚家との関係も断たれたと考えていた璧君は激怒したという[17]。

### 夫
- 汪兆銘:夫との間に3男3女をもうけたが、1923年生まれの次男はアメリカ合衆国で夭逝している。

### 子女
- 長男 汪文嬰（1913年-2011年）:フランス生まれ[18]。ケルン大学卒業、同大学で政治経済を学ぶ[19]。汪兆銘政権で軍事委員会経理総監部の幹部を務めた[20]。釈放後、香港を経てアメリカ西海岸（カリフォルニア州）に移住[21]。
- 長女 汪文惺（1914年-2015年）:フランス生まれ[18]。江蘇教育学院で学ぶ。香港を経てアメリカ東海岸（ニュージャージー州）に移住[21]。夫は汪兆銘の秘書だった何文傑[18][22]。
- 次女 汪文彬（1920年-2015年）:香港を経てインドネシアに移住[23]。東京の帝国女子医専とベルギーのルーベンス大学を卒業[23][24]。医師[23]。カトリック教会修道女[注釈 1]。
- 三女 汪文恂（1922年-2002年）:南京中央大学で教育学を学び、鳴崧学校の教師となる[25]。のち香港に移住[21]。香港大学教育学部講師[26]。趣味は水墨画[26]。父の文稿を整理した。
- 次男 汪文靖（1923年）:アメリカ合衆国生まれ[27]。肺炎のため、同地の保育施設にてわずか1か月で死去[21]。
- 三男 汪文悌（1928年- ）:南京中央陸軍軍官学校卒業[28]。旧軍人（日本敗戦時の位は大尉）[28]。のち香港に移住[21]。通信教育で建築士の資格をとり、建築家として成功[25][28]。

## 脚注

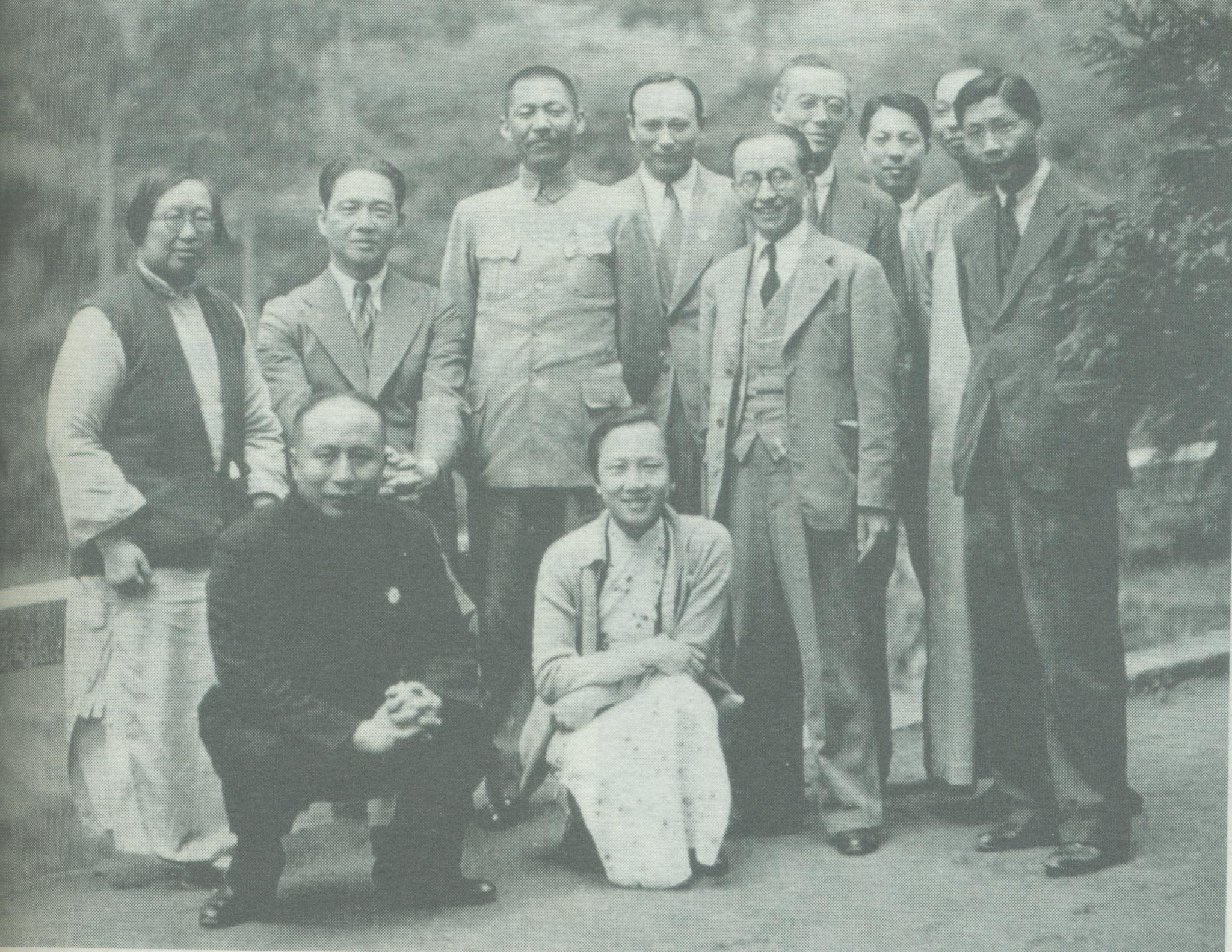
マレーシアにて
_{後列左から2人目が汪、その左が陳璧君}